# یک آزمون دشوار به‌تعویق‌افتاده
یک آزمون دشوار به‌تعویق‌افتاده (انگلیسی: A Suspended Ordeal) یک فیلم کوتاه کمدی به کارگردانی راسکو آرباکل است که در سال ۱۹۱۴ منتشر شد. از بازیگران این فیلم می‌توان به راسکو آرباکل و مینتا دارفی اشاره کرد.